# Рядовой Бенджамин
«Рядовой Бенджамин» (англ. Private Benjamin) — комедия 1980 года.

## Сюжет
После того, как муж Джуди Бенджамин — девушки из богатой еврейской семьи — умирает в их брачную ночь, она принимает решение записаться в армию. Первое время ей приходится нелегко, но в итоге она преодолевает все трудности, связанные с ежедневными тренировками и армейскими порядками.

## В ролях
- Голди Хоун — Рядовая Джуди Бенджамин
- Арманд Ассанте — Генри Алан Тремонт
- Айлин Бреннан — Капитан Дорин Льюис
- Роберт Уэббер — Полковник Клэй Торнбуш
- Сэм Уонамейкер — Тедди Бенджамин
- Барбара Бэрри — Харриет Бенджамин
- Салли Кёркланд — Хельга
- Лилиан Шовен — Миссис Тремон

## Критика
На агрегаторе рецензий Rotten Tomatoes рейтинг одобрения составляет 83 % на основе 35 обзоров со средней оценкой 6,9 из 10. Консенсус сайта гласит: «Рядовой Бенджамин доказывает мощную демонстрацию своей звезды, номинированной на Оскар, а Голди Хоун максимально использует историю, которая почти полностью основана на ее безудержном неотразимом обаянии».
Роджер Эберт дал 3 звезды из 4 и назвал фильм «привлекательной, заразительной комедией». Эберт написал: «Голди Хоун, настоящая комедийная актриса, создает из Джуди Бенджамин оригинальный, привлекательный персонаж, и поэтому фильм кажется живым, а не просто упражнением в шутках».

## Номинации
В 1981 году Голди Хоун номинировалась за исполнение роли Джуди Бенджамин на премию «Золотой глобус». Кроме того, фильм получил три номинации на «Оскар»:
- Лучшая женская роль — Голди Хоун
- Лучшая женская роль второго плана — Айлин Бреннан
- Лучший оригинальный сценарий